# AAI RQ-2
Die AAI RQ-2 Pioneer ist eine unbemannte Aufklärungsdrohne (UAV), die gemeinsam von der AAI Corporation und Israel Aerospace Industries in den 1980er Jahren entwickelt wurde. Ursprünglich wurde sie für die Aufklärung von Zielen von Kampfschiffen der US Navy aus entwickelt. In der Zwischenzeit wird sie aber auch von anderen amerikanischen Teilstreitkräften für die Aufklärung eingesetzt.

## Beschreibung

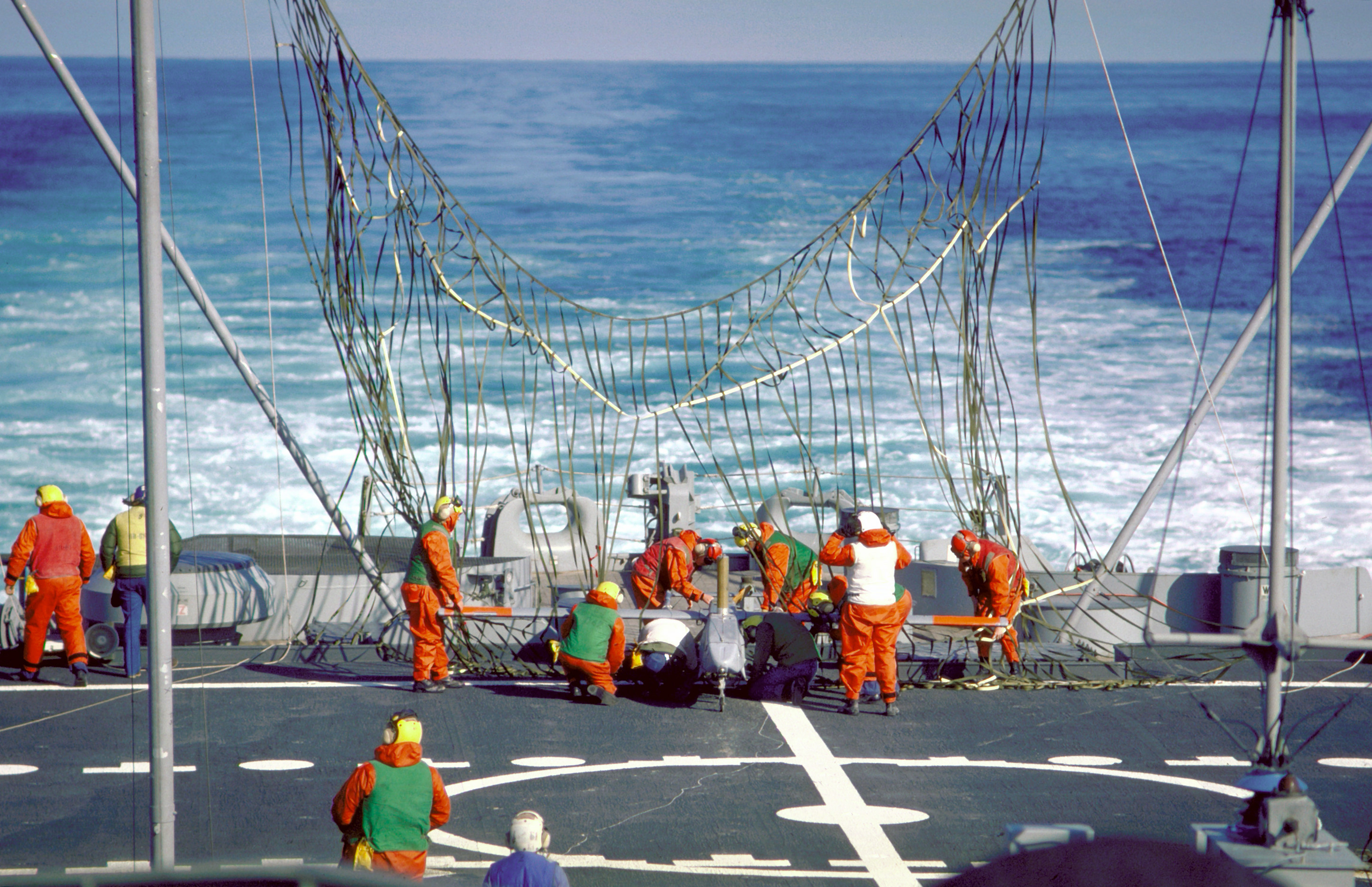
Einfangen einer Drohne mittels eines Netzes auf einem Schlachtschiff der Iowa-Klasse

Gestartet wird das Luftfahrzeug von einem Katapult mit Unterstützung eines Booster. Die Landung erfolgt mittels eines Auffangnetzes. Alternativ kann die Drohne aber auch von einer befestigen Start- und Landebahn aus operieren.
Seit 1991 hat die Pioneer-Drohne verschiedene Missionen während Konflikten im Persischen Golf, Bosnien, Kosovo und Irak geflogen.
Ein typisches Pioneer System besteht aus bis zu 8 Luftfahrzeugen, einer Bodenkontrollstation, einem Folgeradar, einer mobilen Kontrollstation, 4 Empfangsstationen, einer pneumatischen oder raketen-gestützten Startrampe und einem Auffangnetz für die Landung (optional).

## Technische Daten

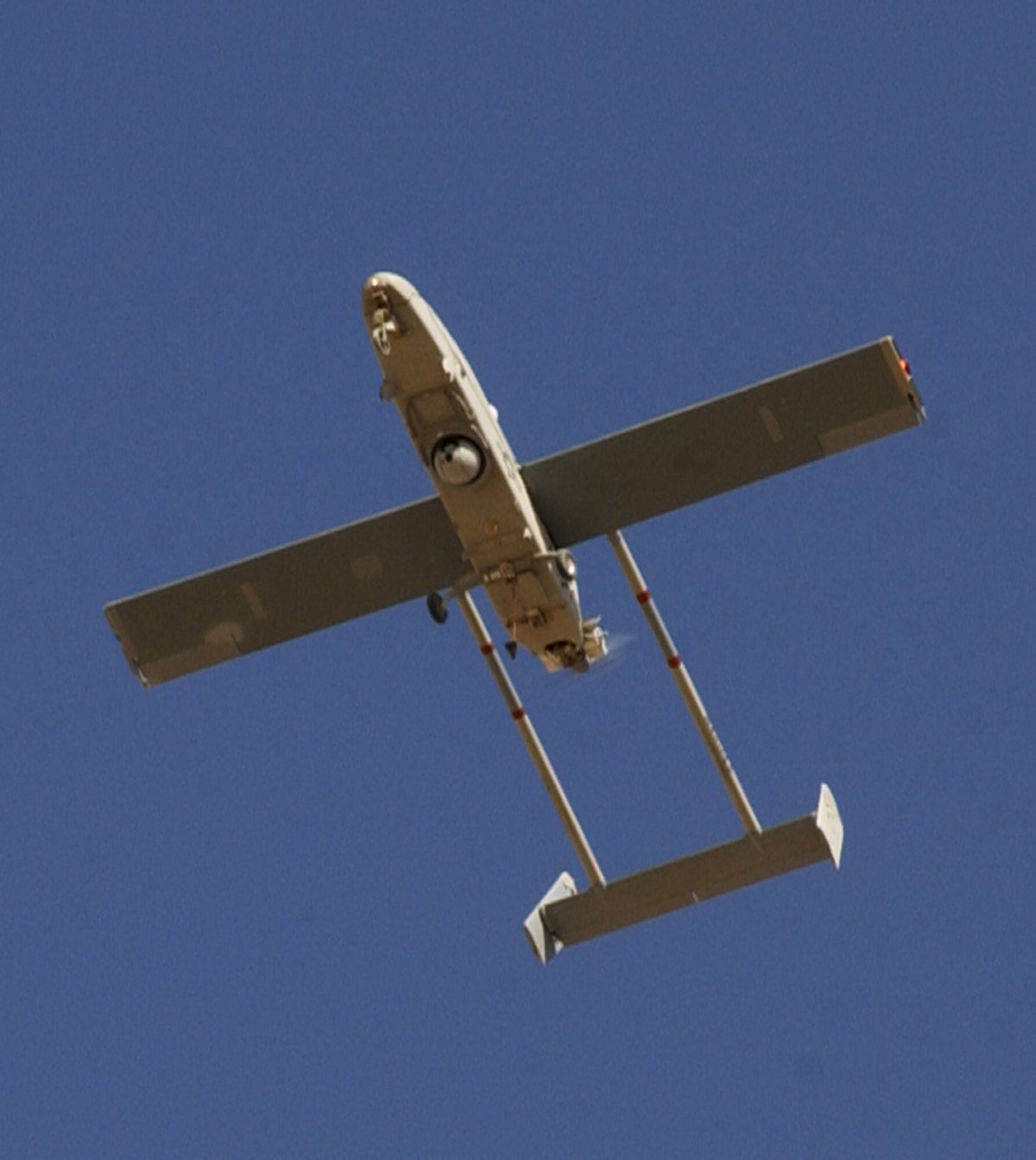
Die Drohne RQ-2 Pioneer im Flug

- Primäres Einsatzgebiet: Zielaufklärung für Schiffe, Aufklärung, Überwachung
- Hersteller: AAI Corporation und IAI
- Triebwerkleistung: 19 kW (26 PS)
- Länge: 4,3 m
- Startmasse: 205 kg
- Spannweite: 5,2 m
- Geschwindigkeit: 205 km/h
- Maximale Einsatzzeit: 4 h
- Dienstgipfelhöhe: 4600 m
- Tankkapazität: 46 l
- Nutzlast: Infrarot- und Elektronische Sensoren